# 강릉 등명사지 오층석탑
강릉 등명사지 오층석탑(江陵 燈明寺址 五層石塔)은 대한민국 강원특별자치도 강릉시 강동면 정동진리, 등명사지에 있는 고려시대의 오층석탑이다. 1971년 12월 16일 강원도의 유형문화재 제37호로 지정되었다.

## 개요
락가사(洛伽寺) 경내에 서 있는 5층 석탑이다. 산중턱에 자리잡고 있어 푸른 동해바다가 내려다 보이는 이 절은 원래 등명사라는 절이 있던 곳이다.
탑은 2층 기단(基壇) 위에 5층의 탑신(塔身)을 올리고 머리장식을 얹은 모습이다. 아래·위층 기단의 맨 윗돌에는 연꽃무늬와 함께 석재의 일부 모서리를 곡선으로 처리하여 부드러움을 주고 있다. 기단 위에는 오밀조밀한 5층의 탑신이 쌓여 있는데, 지붕돌의 밑면의 받침과 네 귀퉁이에서의 치켜올림이 장식적인 효과와 함께 정적인 탑신에 운동감을 불어 넣어준다. 1층 몸돌에 도드라지게 새긴 감실(龕室:불상을 모셔두는 방)조각은 목탑에서 이곳에 직접 불상을 안치하던 수법이 퇴화된 것으로 보인다. 꼭대기에는 연꽃이 새겨진 머리장식이 남아있다.
기단부의 구성 및 조각수법, 지붕받침 수, 퇴화된 감실의 표현 등으로 보아 고려시대에 건립된 것으로 추정된다. 전체적으로 폭이 좁고 아담하여 동시대의 다른 조형물과는 구별되는, 색다른 아름다움을 주고 있다.

## 현지 안내문
등명사지 오층석탑은 낙가사 경내에 서 있는 석탑으로 이곳은 원래 등명사라는 절이 있던 곳이다.
이 석탑은 2중 기단 위에 5층 석탑으로 1층의 탑신석과 옥개석은 각각 하나의 돌이지만 2층부터는 탑신석과 옥개석이 같은 돌로 만들어졌다. 옥개석은 받침이 3단인데 5층만 2단이며, 1층 탑신석의 동쪽 면에는 문틀과 자물쇠가 조각되어 있다.
불탑의 꼭대기 부분 상륜부에는 네모난 지붕모양의 장식 노반과 연꽃의 꽃잎이 위로 향하여 벌려진 모양 양화만 남아 있으며, 탑 앞에는 배례석이 놓여있다.
기단부의 장식과 탑 몸체부 등의 양식으로 보아 고려 전기에 만들어진 것으로 추정되는 석탑으로 특히 강원도 지역에서 흔히 보이는 아래층의 옥개석과 위층의 탑신석이 하나의 돌로 만들어진 것과는 달리 등명사지 오층석탑은 같은 층의 옥개석과 탑신석을 하나의 돌로 만든 점이 독특하다.

## 참고 자료
- 등명사지오층석탑 - 국가유산청 국가유산포털